# 托波魯鄉
44°01′N 25°39′E / 44.017°N 25.650°E
托波魯鄉（羅馬尼亞語：Comuna Toporu, Giurgiu），是羅馬尼亞的鄉份，位於該國南部，由久爾久縣負責管轄，面積91平方公里，海拔高度87米，2007年人口2,267，人口密度每平方公里25人。